# Портрет Евгения Вюртембергского
«Портрет Евгения Вюртембергского» — картина Джорджа Доу и его мастерской из Военной галереи Зимнего дворца.
Картина представляет собой погрудный портрет генерала от инфантерии принца Евгения Вюртембергского из состава Военной галереи Зимнего дворца.
С начала Отечественной войны 1812 года принц Вюртембергский имел чин генерал-майора, был шефом Таврического гренадерского полка и командовал 4-й пехотной дивизией, отличился в Бородинском сражении и получил чин генерал-лейтенанта. Во время Заграничного похода 1813 года отличился в сражении под Кульмом и в Битве народов при Лейпциге, при штурме Монмартрских высот командовал отдельным сводным отрядом и первым вступил в Париж, за что был произведён в генералы от инфантерии.
Изображён в генеральском вицмундире, введённом для пехотных генералов 7 мая 1817 года, на эполетах вензеля императора Александра I. На шее кресты ордена Св. Георгия 2-го класса и вюртембергского ордена «За военные заслуги» с короной; справа на груди серебряная медаль участника Отечественной войны 1812 года, крест австрийского Военного ордена Марии Терезии 3-й степени и звёзды орденов Св. Александра Невского, Св. Георгия 2-го класса и Св. Владимира 1-й степени. Слева внизу подпись художника: Painted by nature by Geo Dawe RA. С тыльной стороны картины надписи: Pr. Eugene Wurtemb. и Geo Dave RA pinxt . Подпись на раме: Принцъ Евгенiй Виртембергскiй, Генералъ отъ Инфантерiи.

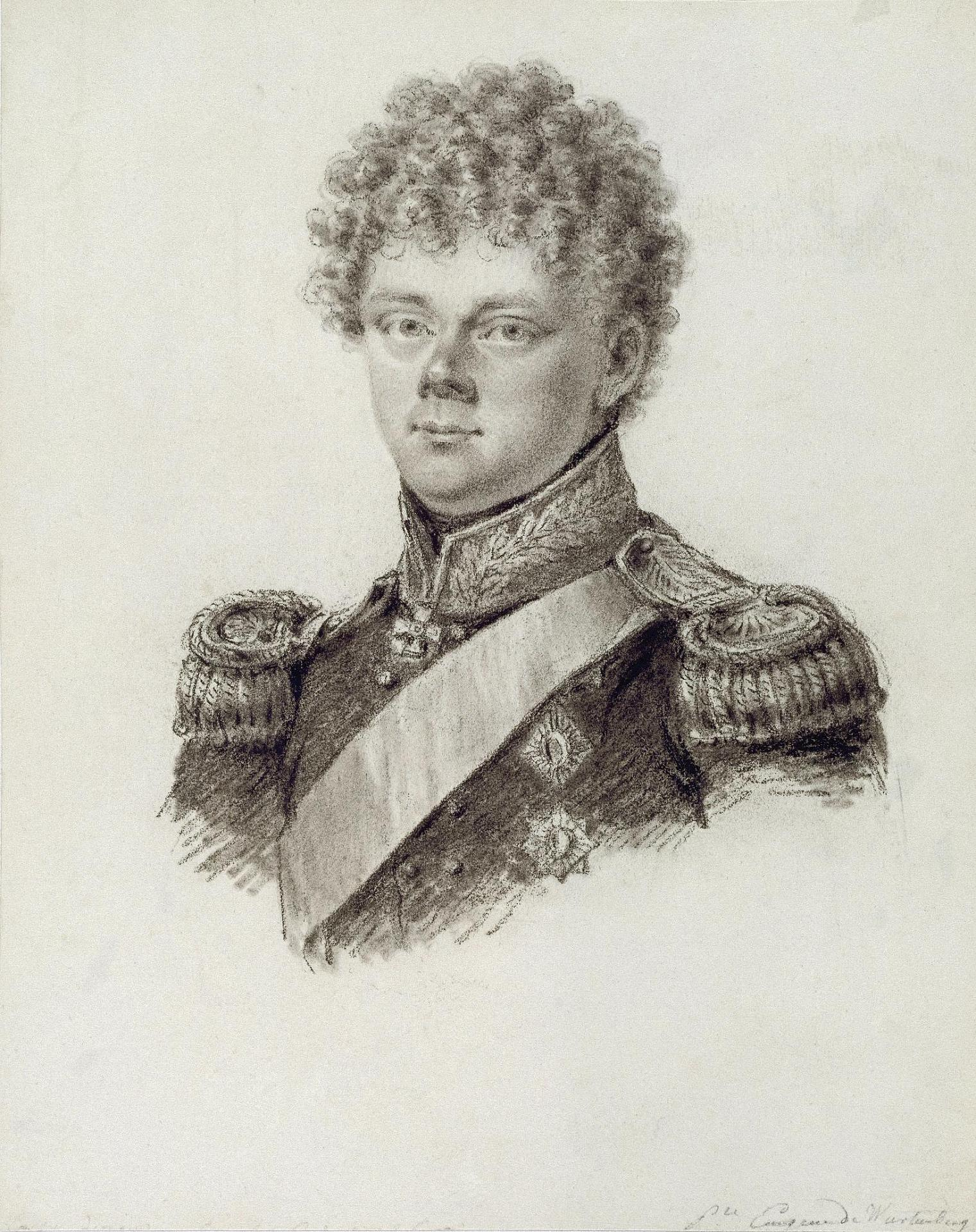
Рисунок Л. Де Сент-Обена

В начале 1820-х годов принц Вюртембергский числился в свите императора Александра I и постоянно проживал в Митаве. В феврале 1822 года он приезжал в Санкт-Петербург и, вероятно, тогда и позировал для портрета. Готовый портрет был принят в Эрмитаж 7 сентября 1825 года. Существует гравюра Т. Райта, снятая с галерейного портрета и отпечатанная в Лондоне фирмой Messrs Colnaghi по заказу петербургского книготорговца С. Флорана, на ней стоит дата 1 апреля 1824 года, соответственно картина была закончена не позже осени 1823 года (следует учитывать, что навигация в Санкт-Петербурге закрывается в октябре, а открывается не раньше середины апреля, и поэтому оригинал портрета или рисунок с него могли быть доставлены в Лондон морем не позже конца 1823 года).
Хранитель британской живописи в Эрмитаже Е. П. Ренне предполагает, что Доу в работе использовал рисунок Л. Де Сент-Обена, также хранящийся в Эрмитаже (бумага, чёрный карандаш, 22 × 17 см, инвентарный № ЭРР-6138).